# Ernst Stueckelberg
Ernst Carl Gerlach Stueckelberg (1 de febrero de 1905 - 4 de septiembre de 1984) fue un matemático y físico suizo, considerado uno de los físicos más eminentes del siglo XX. A pesar de hacer avances claves en física teórica, incluyendo el modelo de intercambio de partículas en las fuerzas fundamentales, la teoría matricial S y el grupo de renormalización, su estilo idiosincrático y el hecho de que publicaba en revistas menores hizo que su trabajo fuera poco reconocido hasta mediados de la década de 1990.

## Primeros años
La familia de Stueckelberg era semiaristocrática. Su padre fue un abogado y su abuelo paterno un famoso artista suizo. Fue un estudiante escolar altamente dotado, y empezó estudios de física en la Universidad de Basilea en 1923.

## Carrera
Mientras todavía era un estudiante, Stueckelberg fue invitado por el famoso físico teórico Arnold Sommerfeld a atender sus clases en la Universidad de Múnich. Se trasladó allí, obteniendo un doctorado en física cátodica en 1927. Ese mismo año fue a la Universidad de Princeton, donde obtuvo un puesto de profesor ayudante en 1930.
Regresó a Suiza en 1932, trabajando primero en la Universidad de Basilea antes de trasladarse al año siguiente a la Universidad de Zúrich. En 1934 se trasladó a la Universidad de Ginebra, la cual sería junto a la Universidad de Lausana su principal institución durante el resto de su carrera.
Su estancia en Zúrich le llevó a contactar con físicos cuánticos de la talla de Wolfgang Pauli y Gregor Wentzel y a centrar su atención en la emergente teoría de partículas elementales.
En 1934 ingenió una teoría de perturbacional plenamente covariante para campos cuánticos. La aproximación propuesta por Stueckelberg era muy potente pero no fue adoptado por sus contemporáneos y fue olvidada. Destacaba sin embargo porque, pese a ser explícitamente covariante, evitaba burbujas de vacío.
Stueckelberg desarrolló el modelo de intercambio de vectores de bosones como explicación teórica de la fuerza nuclear fuerte en 1935. Las discusiones con Pauli llevaron a Stueckelberg a caer en la idea, que fue luego redescubierta por Hideki Yukawa. Yukawa ganó un premio Nobel por su trabajo en 1949 , que sería el primero de varios premios Nobel en los cuales Stueckelberg contribuyó sin reconocimiento.
En 1938 Stueckelberg reconoció que la electrodinámica masiva contiene un escalar escondido y formuló una versión afín de lo que luego sería llamado mecanismo de Higgs abeliano. También propuso la ley de conservación del número bariónico.
La teoría de evolución de parámetros que presentó en 1941 y 1942 es la base de publicaciones recientes en dinámica relativista.
En 1941 propuso la interpretación del positron como electrón de energía positiva que viaja hacia atrás en el tiempo.
En 1943 planteó una aproximación mediante renormalización para atacar los problemas que causaban infinitos en electrodinámica cuántica (QED), pero su artículo fue rechazado por Physical Review.
En 1952 probó el balance semidetallado para cinéticas sin reversibilidad microscópica.
En 1953 junto al matemático André Petermann descubrió el grupo de renormalización.
En 1976 recibió la medalla Max Planck.